# Henry Hugh Clutton

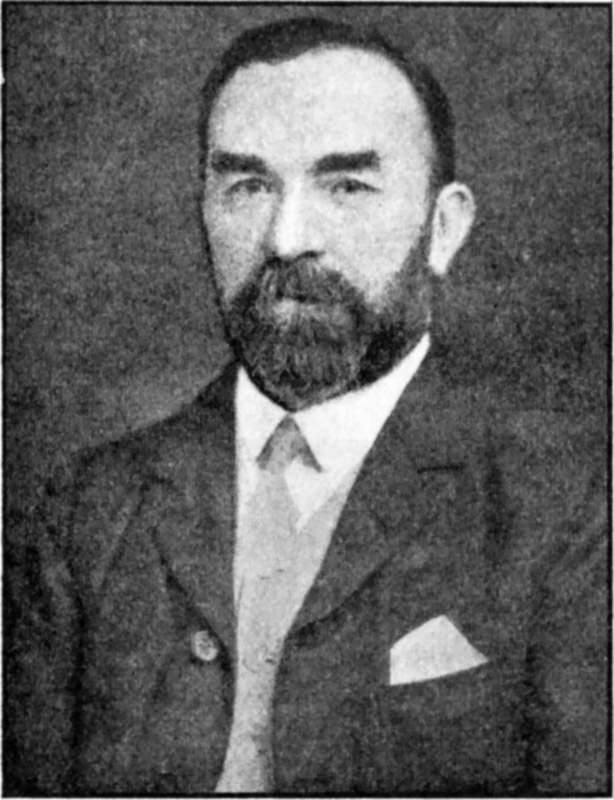
Henry Hugh Clutton

Henry Hugh Clutton (* 12. Juli 1850; † 1909) war ein englischer Chirurg.

## Leben
1872 ging Clutton als Student an das St. Thomas Hospital in London. Vier Jahre später wurde er zum Fellow of the Royal College of Surgeons of England gewählt. Clutton arbeitete zunächst als Assistenzarzt, später als Chirurg am St. Thomas Hospital. Von 1887 bis 1893 arbeitete es als Chirurg am Victoria Hospital for Children in Chelsea.
Im Jahr 1882 schilderte einen Fall von „spondylitis deformans“. 1886 veröffentlichte Clutton in The Lancet einen Artikel über den Zusammenhang der symmetrischen Synovitis und der konnatalen Syphilis, den er als erster erkannte. Später wurde dieses Krankheitsbild nach ihm als Clutton-Syndrom benannt. Die Veränderungen an den Gelenken werden dabei als Clutton-Gelenke (engl. Clutton's joint) bezeichnet.
Cluttons Grab befindet sich auf dem Brompton Cemetery in West Brompton, im Südwesten von London.